# بات هيوز
بات هيوز (بالإنجليزية: Pat Hughes)‏ (28 فبراير 1945 في المملكة المتحدة - 25 فبراير 2010) هو لاعب كرة قدم بريطاني في مركز جناح ‏. لعب مع نادي سانت ميرين.